# Xanthorhoe reticulata
Xanthorhoe reticulata là một loài bướm đêm trong họ Geometridae.